# Poa pratensis
Права ливадарка, такође позната и као глатка ливадска трава (eng. Kentucky bluegrass, lat. Poa pratensis) је вишегодишња зељаста биљка која припада породици трава (lat. Poaceae). 

## Морфологија
Вишегодишња биљка која достиже висину од 30 до 70 cm са издуженим ризомима. Бочне гране углавном редуковане,a листови су издужени и углавном базални са дужином лисне плоче 5-30 cm и 2-4 cm ширине. Листови су такође глатки, обчно без или ретко прекривени длакама као и са назубљеним ивицама. 
Цветови су груписани у цваст по типу метлице. Метлица може бити различитог склопа, отворена или сакупљена, дугуљаста или пирамидаилна или јајаста. Цвета у периоду од Маја до Јула месеца. 

## Станиште
Врста расте у алпским или субалпским зонама, антропогеним или деградираним стаништима, ливадама и пољима, планинским врховима и висоравнима, као и на обалама река и језера.

## Распрострањеност
Европа: северна, централна, југозападна, југоисточна и источна. 
Африка: северна, Макаронезија, јужни и средњи Атлантски океан. 
Умерена Азија: Сибир, совјетски далеки исток, совјетска средња Азија, Кавказ, западна Азија, Кина, Монголија и источна Азија.
Тропска Азијска: Индија, Малезија и Папуазија. 
Аустралазија: Аустралија и Нови Зеланд. 
Пацифик: северно-централни. Северна Америка: Субарктик, западна Канада, источна Канада, северозапад САД, северо-централни део САД, североисток САД, југозапад САД, јужни централни део САД, југоисток САД и Мексико. 
Јужна Америка: Мезоамерикана, Кариби, западна Јужна Америка, Бразил и јужна Јужна Америка. 
Антарктик: Субантарктичка острва.

## Подврсте
Постоје шест подврста Poa pratensis L. које су аутохтоне у Европи: P. pratensis ssp. colpodea (Th. Fr.) Tzvelev, P. pratensis ssp. dolichophylla (Hack.) Portal, P. pratensis ssp. irrigata (Lindm.) H. Lindb., P. pratensis ssp. jordanii Portal, P. pratensis L. ssp. pratensis, and P. pratensis ssp. turfosa (Litv.) Vorosch.

## Угроженост
Врста је широко распрострањена и иако је могуће да бројност опада у деловима ареала, не сматра се да ће било какав глобални пад вероватно достићи (или бити близу) прага угрожености. Због тога всрта спада у категорију малог ризика.